# تکیه واله
تکیه واله (والهیه) مربوط به دوره قاجار است و در اصفهان، تخت فولاد، خیابان فیض، مجاور مسجد رکن الملک واقع شده و این اثر در تاریخ ۱۰ خرداد ۱۳۸۲ با شمارهٔ ثبت ۹۰۶۱ به‌عنوان یکی از آثار ملی ایران به ثبت رسیده‌است.
واله اصفهانی در این مکان دفن شده‌است.